# The Old Maid’s Valentine
The Old Maid’s Valentine ist ein britischer Stummfilm aus dem Jahr 1900 von George Albert Smith. Der Film wurde durch G.A.S. Films.

## Handlung
Die Hausdame Miss Pimple erhält am Valentinstag Post und muss leider feststellen, dass es sich hierbei um Werbung handelt.

## Hintergrundinformationen
Laura Smith, die hier die Rolle von Miss Pimple übernahm, war die Ehefrau von George Albert Smith und war des Öfteren in seinen Filmen zu sehen.
Der Film selbst baut ganz auf die Mimik von Laura Smith, die in diesem Film ganz erwartungsvoll und enttäuscht in die Kamera sieht.